# 비올라 다모레
비올라 다모레(이탈리아어: viola d'amore, '사랑의 비올')는 6~7개의 현에 공명현이 있는 악기로, 바로크 시대에 특히 쓰였다. 이 악기는 바이올린처럼 뺨 아래에 대고 연주한다.

## 구조와 소리
비올라 다모레는 비올족 악기와 유사한 점이 많다. 비올족처럼 비올라 다모레는 뒷판이 편평하고, 줄감개통 끝에 정교하게 조각한 머리가 달려 있다. 다만 비올족과 달리 이 머리 모양은 사랑을 나타내기 위해 눈이 가려져 있는 모양일 경우가 종종 있으며, 소리 구멍은 보통 불꽃 모양의 검처럼 생겼는데 이것은 비올라 다모레의 발전 과정에서 중동의 영향이 있었음을 보여준다. 비올라 다모레에는 프렛이 없으며, 바이올린처럼 뺨 아래에 수평으로 악기를 놓고 연주한다. 크기는 오늘날의 비올라와 거의 같다.
비올라 다모레는 보통 현이 6개나 7개이며, 여타 현악기처럼 활로 현을 그어서 소리를 낸다. 또 각 현과 지판 밑으로 공명현이 각각 있는데, 공명현은 직접 활로 소리를 내는 것이 아니라, 연주하는 음에 따라 울리는 것이다. 이 악기의 일반적인 형태는 6현 악기이며, 공명현이 14개나 되는 것도 있다. 공명현은 비올라 다모레의 가장 특징적인 부분으로 여겨지지만, 초기 형태의 비올라 다모레는 거의 모두 공명현이 없었다. 처음으로 공명현이 없는 비올라 다모레를 언급한 사례는 1730년 이후에야 등장한다. 두 형태의 악기 모두 18세기에 제작되어 연주되었다.
공명현 덕분에 비올라 다모레는 매우 달콤하고 따뜻한 소리를 낸다. 레오폴트 모차르트는 자신이 쓴 바이올린 연주의 기본 원칙에 대한 논문에서, 비올라 다모레가 '고요한 저녁에 특히 매력적인 소리를 낸다'고 썼다.
'비올 다모레'(viol d'amore)라는 이름이 처음으로 언급되는 사례는 존 이블린의 일기장(1679년 11월 20일)이라고 한다.